# Хатч, Рональд Рэй
Рональд Рэй Хатч (Hatch, Ronald Ray) — учёный из США, специализирующийся в области GPS. Изобретатель используемого в электронике и системах обработки информации «фильтра Хатча».

## Биография
Родился 28 декабря 1938 г. в городе Фридом (англ.), Оклахома.
В 1962 г. получил степень бакалавра (BS) в области математики и физики в университете Сиэтла (англ.).
В течение многих лет работал в должности Principal Scientist в компании Magnavox в Торрансе (англ., БСЭ (недоступная ссылка) (недоступная ссылка с 14-06-2016 [3194 дня])), Калифорния.
Глава и сооснователь компании NavCom Technology, Inc., подразделения Deere & Company англ..

Известен своими работами в области спутниковой навигации и геодезии.
Председатель подразделения спутников в ION — Институте систем космической навигации (англ.), организации, которая провела первую конференцию по GPS с 2000 участниками.
Один из первых специалистов в мире в области систем глобального позиционирования (GPS).

## Отрицание теории относительности
В своих статьях «Relativity and GPS» (1995)
Хатч предполагает, что поведение часов на спутниках GPS можно объяснить без использования специальной и общей теории относительности (СТО и ОТО).
В своей книге «Escape From Einstein» (1992) Хатч критикует применение специальной теории относительности к решению разных задач и предлагает альтернативное лоренцево описание в рамках эфирной теории.
Работы Хатча были в свою очередь раскритикованы некоторыми авторами за допущенные в выводах ошибки.